# Potamonautes platycentron
Potamonautes platycentron is een krabbensoort uit de familie van de Potamonautidae. De wetenschappelijke naam van de soort is voor het eerst geldig gepubliceerd in 1897 door Hilgendorf.